# هيلين شنايدر
هيلين شنايدر (بالإنجليزية: Helen Schneider)‏ (و. 1952 – م) هي ممثلة، وموسيقية، من الولايات المتحدة الأمريكية، ولدت في بروكلين.

## وصلات خارجية
- هيلين شنايدر على موقع IMDb (الإنجليزية)
- هيلين شنايدر على موقع مونزينجر (الألمانية)
- هيلين شنايدر على موقع ألو سيني (الفرنسية)
- هيلين شنايدر على موقع ميوزك برينز (الإنجليزية)
- هيلين شنايدر على موقع أول موفي (الإنجليزية)
- هيلين شنايدر على موقع قاعدة بيانات برودواي على الإنترنت (الإنجليزية)
- هيلين شنايدر على موقع قاعدة بيانات الأفلام السويدية (السويدية)
- هيلين شنايدر على موقع أول ميوزيك (الإنجليزية)
- هيلين شنايدر على موقع ديسكوغز (الإنجليزية)
- هيلين شنايدر على موقع قاعدة بيانات الفيلم (الإنجليزية)